# دورة الألعاب العربية 1976
تعثرت الدورة الرياضية العربية في نسختها الخامسة، بعد أن وقع الاختيار على ليبيا لتنظيمها في موعدها في عام 1969... فإن ليبيا طلبت تأجيل الدورة لعام واحد نظرا لعدم اكتمال منشآتها الرياضية.. غير أنها عادت واعتذرت نهائيا عن تنظيم الدورة بعد قيام ثورة الفاتح في أواخر عام 1969... ! فعرضت السودان تنظيم الدورة أو تعويض ليبيا.. والتي تقرر أن تجري في الخرطوم في عام 1971... غير أن السودان اعتذرت أيضا... ليتقرر أن تقوم سوريا باستضافة الدورة وتنظيمها في عام 1974 في دمشق... لكن قيام حرب تشرين أكتوبر عام 1973 أجّل انطلاق الدورة الخامسة حتى عام 1976.. وللفترة من 6 وحتى 21 أكتوبر تشرين الأول ! في حقبة السبعينات نالت دول عربية عديدة استقلالها.. وبالتالي تمكنت من المشاركة في الدورة.. حيث تواجد رياضيو (11) دولة عربية... منهم البحرين والإمارات وموريتانيا واليمن الجنوبي الذين سجّلوا تواجدهم لأول مرة.. فيما غابت كل من مصر والعراق ولبنان وتونس والجزائر وليبيا واليمن الشمالي وقطر... ! سيطر رياضيو البلد المستضيف سوريا على فعاليات الدورة وتصدروا ترتيب الأوسمة في الدورة التي شهدت مشاركة (2174) رياضيا.. تنافسو في فعاليات (18) لعبة رياضية.. حيث شهد منهاج الدورة إضافة ألعاب كرة الطاولة والجودو والكاراتيه ! واحتلت المغرب المركز الثاني.. فيما حقق السودان أبرز نتائجه في كل الدورات باحتلاله المركز الثالث في الترتيب العام للأوسمة !
كان نجم دورة الألعاب العربية الخامسة لاعب الجمباز الدولي عصام زركلي الذي قدّم مستوى وصفته لجنة التحكيم بالمستوى العالمي لأول مرة يقدمه لاعب عربي في تاريخ الدورات والبطولات العربية: فلقد قدم عصام زركلي (حركة جمبازية) أو ما يسمى بالتمريين الجمبازي على جهاز الثابت وكانت هذه الحركة من إبداعه وتصميمه حيث أنها سجلت باسمه عالميا باعتراف الجنة الدولية للجمباز ودخولها سجل أو كتاب تمرينات الجمباز العالمي تحت اسم اللاعب السوري (ZARKALA) والذي تقدم بطلب تسجيله الفوري في السجل الدولي المدرب السوفيتي هرانت شاهنيان •

## الدول المشاركة
| - سوريا - المغرب - الأردن - فلسطين | - الكويت - السعودية - السودان - اليمن الجنوبي | - البحرين - الإمارات - موريتانيا |

## الألعاب المشاركة
| - ألعاب القوى - كرة السلة - كرة القدم - رفع الأثقال - السباحة - الجمباز | - المصارعة - الملاكمة - الكرة الطائرة - الدراجات - الفروسية - كرة الماء | - الرماية - كرة اليد - كرة المضرب - كرة الطاولة - الجودو - الكاراتيه |

## توزيع الأوسمة
| الترتيب | منتخب         | ذهبية | فضية | برونزية | المجموع |
| ------- | ------------- | ----- | ---- | ------- | ------- |
| 1       | سوريا         | 61    | 42   | 19      | 122     |
| 2       | المغرب        | 38    | 17   | 15      | 70      |
| 3       | السودان       | 10    | 9    | 8       | 27      |
| 4       | الكويت        | 4     | 6    | 10      | 20      |
| 5       | السعودية      | 3     | 4    | 19      | 26      |
| 6       | الأردن        | 2     | 5    | 7       | 14      |
| 7       | البحرين       | 1     | 5    | 17      | 23      |
| 8       | اليمن الجنوبي | -     | -    | 1       | 1       |
| 9       | فلسطين        | -     | -    | -       | -       |
| 9       | الإمارات      | -     | -    | -       | -       |
| 9       | موريتانيا     | -     | -    | -       | -       |